# لکدل
شهر لکدل (به فرانسوی: Laakdal) در شهرستان تورنو در استان آنتوئر در منطقه فلاندری در کشور بلژیک واقع شده‌است.